# Fly with Me (canção de Artsvik)
Fly with Me é uma canção da cantora Artsvik. Representou a Arménia no Festival Eurovisão da Canção 2017, tendo passado à final, onde se qualificou em 18º lugar com 79 pontos. A canção, composta por Lilith e Levon Navasardyan, foi lançada no dia 18 de março de 2017.

## Faixas
| Descarga digital |               |         |  |
| N.º              | Título        | Duração |  |
| 1.               | "Fly with Me" | 2:59    |  |

## Lançamento
| País  | Data                | Formato          | Editora               |
| ----- | ------------------- | ---------------- | --------------------- |
| Mundo | 29 de março de 2017 | Descarga digital | Universal Music Group |